# 庫蒙加
庫蒙加(日文：クモンガ/英文：Kumonga，又稱庫蒙卡)是哥吉拉系列電影中的怪獸。首次登場於《怪獸島決戰 哥吉拉之子》。

## 概述
庫蒙加是一隻蜘蛛型怪獸。攻擊武器為厚厚的絲及毒刺。他有可以抓捕獵物的觸肢，並且會假死，藉以引出目標注意後再攻擊。

## 登場電影
1. 《怪獸島決戰 哥吉拉之子》(1967年)
2. 《怪獸總進擊》(1968年)
3. 《哥吉拉·迷你拉·加巴拉 全體怪獸大進擊》(1969年)※片頭回顧畫面中出現
4. 《地球攻擊命令 哥吉拉對蓋鋼》(1972年)※片頭回顧畫面中出現
5. 《哥吉拉 最後戰役》(2004)

## 歷代庫蒙加

### 初代庫蒙加
- 身長：45公尺
- 體重：8000噸
- 登場電影：《怪獸島決戰 哥吉拉之子》[3]

### 二代目庫蒙加
- 身長：45公尺
- 體重：8000噸
- 登場電影：《怪獸總進擊》

### 三代目庫蒙加
- 身長：60公尺
- 體重：3萬噸
- 登場電影：《哥吉拉 最後戰役》